# Nomada obscura
Nomada obscura ist eine Biene aus der Familie der Apidae.

## Merkmale
Die Bienen haben eine Körperlänge von 7 bis 9 Millimetern. Der Kopf und Thorax der Weibchen ist schwarz und ist rot gezeichnet. Die Tergite sind auf der Scheibe etwas rot, mit weißen Flecken, ansonsten schwarz. Die Mandibeln haben am Ende ein zusätzliches Zähnchen. Das Labrum hat vorne zwei Zähnchen. Das dritte Fühlerglied ist kürzer als das vierte. Die Schienen (Tibien) der Hinterbeine sind am Ende stumpf und haben mehrere dunkle, dicht beieinander stehende kleine Dornen. Die Männchen sind den Weibchen ähnlich, bei ihnen sind jedoch nur die Mandibeln und die Unterseiten der Fühlergeißeln rot, die Tergite gelegentlich schwach rotbraun.

## Vorkommen und Lebensweise
Die Art ist in Nord- und Mitteleuropa verbreitet. Die Tiere fliegen von Anfang April bis Ende Juni, nach Paul Westrich von Ende März bis Ende April. Sie parasitieren als Brutschmarotzer („Kuckucksbienen“) die Wirtsart Andrena ruficrus aus der Gattung der Sandbienen und möglicherweise andere, jedoch ist Andrena ruficrus die einzig bekannte Art. Man kann die Tiere kurz nach der Schneeschmelze an den Nestkolonien ihrer Wirte finden.
Als Nektarquellen dienen vornehmlich frühblühende Weidenarten, aber auch Huflattich oder Wiesenlöwenzahn und dergleichen.

## Belege
- Paul Westrich: Die Wildbienen Deutschlands, 2., akt. Aufl., Ulmer, 2019, S. 686.
- Felix Amiet, M. Herrmann, A. Müller, R. Neumeyer: Fauna Helvetica 20: Apidae 5. Centre Suisse de Cartographie de la Faune, 2007, ISBN 978-2-88414-032-4.